# Концентричність

Мішень для стрільби з лука, має концентричні круги.

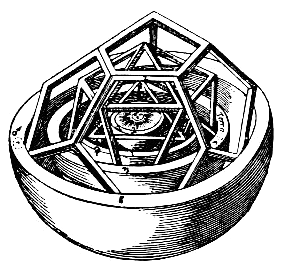
Космологічна модель Кеплера

У геометрії два або більше об'єктів називаються концентри́чними, коаксіа́льними, або співвісними коли вони мають спільний центр або вісь. Кола, правильні многогранники, правильні многокутники і сфери можуть бути концентричними відносно один одного (мати спільний центр), так само як і циліндри  (можуть мати спільну вісь).

## Геометричні властивості
На Евклідовій площині два концентричні кола обов'язково мають різні радіуси, у той час як кола в тривимірному просторі можуть бути концентричними й мати однаковий радіус, не будучи тотожними. Наприклад, два різні меридіани глобуса Землі є концентричними відносно один одного і відносно самого глобусу (апроксимованого сферою). Взагалі, кожна пара великих кіл на сфері є концентричними між собою і зі сферою.
За теоремою Ейлера про відстань між центрами описаного кола і вписаного кола трикутника, два концентричні кола (відстань між центрами яких дорівнює нулю) будуть описаним і вписаним колами трикутника тоді й лише тоді коли радіус одного вдвічі більший за радіус іншого, і в такому випадку трикутник є рівностороннім.:c. 198

## Застосування і приклади
Хвилі, що виникають при киданні невеликого об'єкта у спокійну воду, зазвичай утворюють серію концентричних кіл, що рухаються від центру. Цілі з рівномірно рознесеними кругами, які використовуються в цільовій стрільбі з лука або подібних видах спорту, є ще одним звичним прикладом концентричних кругів.
Коаксіальний кабель — це вид електричного кабелю, в якому ізолятор і всі провідні жили утворюють систему концентричних циліндричних оболонок.